# Antonio Mattiazzo
Antonio Mattiazzo (Rottanova di Cavarzere, 20 aprile 1940) è un arcivescovo cattolico italiano, dal 18 luglio 2015 vescovo emerito di Padova.

## Biografia
Nasce a Rottanova, frazione di Cavarzere, in provincia di Venezia e diocesi di Chioggia, il 20 aprile 1940. È originario di Saletto, in provincia di Padova.

### Formazione e ministero sacerdotale

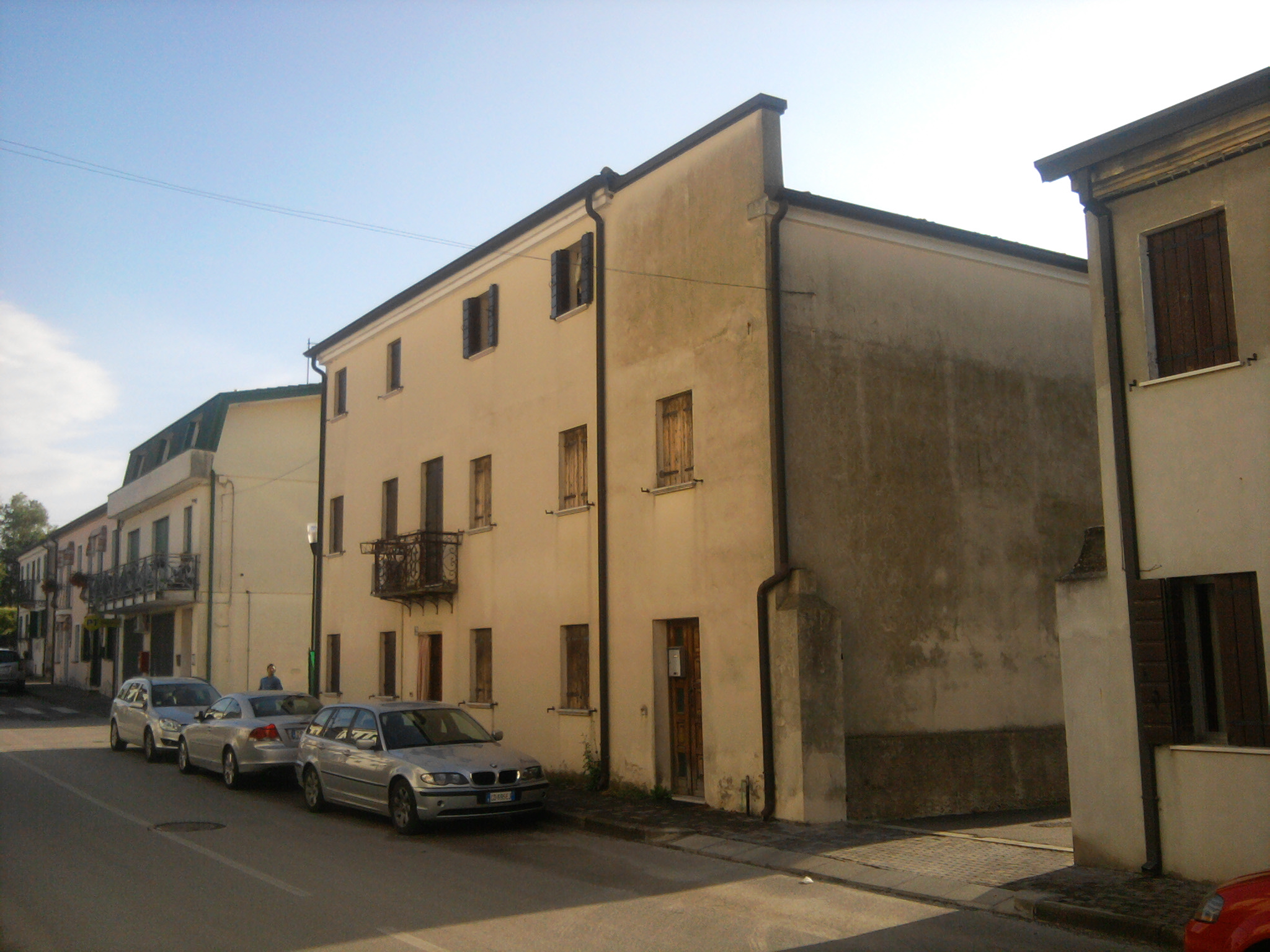
L'abitazione dove è nato Antonio Mattiazzo.

Nel 1951 entra nel seminario vescovile di Padova.
Il 5 luglio 1964 è ordinato presbitero dal vescovo Girolamo Bartolomeo Bortignon.
Dopo l'ordinazione studia presso la Pontificia Università Lateranense e frequenta la Pontificia accademia ecclesiastica a Roma. Nel 1968 consegue la laurea in utroque iure.
Nello stesso anno diventa segretario di nunziatura del Nicaragua e dell'Honduras. Dal 1971 è segretario della delegazione apostolica a Washington, dal 1975 è uditore della nunziatura a Brasilia e, dal 1978 in quella di Parigi. Nel 1980 diviene consigliere della Sezione per i rapporti con gli Stati della Segreteria di Stato della Santa Sede.

### Ministero episcopale

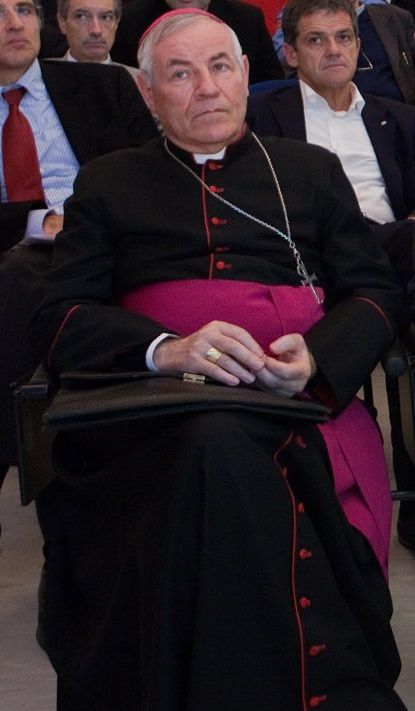
Mons. Mattiazzo, il 5 novembre 2011.

Il 16 novembre 1985 papa Giovanni Paolo II lo nomina nunzio apostolico in Costa d'Avorio, pro-nunzio in Burkina Faso e Niger ed arcivescovo titolare di Viruno; succede a Justo Mullor García, precedentemente nominato osservatore permanente della Santa Sede presso l'Organizzazione delle Nazioni Unite a Ginevra. Il 15 dicembre successivo riceve l'ordinazione episcopale, nella cattedrale di Padova, dal cardinale Agostino Casaroli, co-consacranti l'arcivescovo Filippo Franceschi e il vescovo Girolamo Bartolomeo Bortignon.
Il 5 luglio 1989 lo stesso papa lo nomina vescovo, con il titolo ad personam di arcivescovo, di Padova; succede a Filippo Franceschi, deceduto il 30 dicembre 1988. Il 17 settembre prende possesso della diocesi.
Dal 1989 al 2003 è segretario della Conferenza episcopale triveneta, mentre dal settembre 2011 al maggio 2012 ne è vicepresidente.
Nel 1994 ha iniziato la prima visita pastorale della diocesi, conclusa nel 2006; nel 2011 inizia la seconda visita pastorale relativa ai vicariati foranei, conclusa nel 2015.
Dal 20 giugno 2005 al 18 luglio 2015 è vice-gran cancelliere della Facoltà teologica del Triveneto.
È stato membro della Commissioni episcopali per la cooperazione missionaria e per la cultura e le comunicazioni sociali della Conferenza Episcopale Italiana.
Il 7 febbraio 2015, vedendo ormai avvicinarsi il giorno del suo settantacinquesimo genetliaco, comunica di voler concludere il suo ministero nella festa di san Gregorio Barbarigo. Il successivo 18 luglio papa Francesco accoglie la sua rinuncia all'ufficio per raggiunti limiti di età e chiama a succedergli Claudio Cipolla, parroco e vicario episcopale della diocesi di Mantova.
Continua poi il suo ministero come semplice missionario nella prefettura apostolica di Robe, in Etiopia. Dopo aver lasciato l'Etiopia, a partire dal 2019 si mette a servizio della Custodia di Terra Santa, dapprima a Nazareth e poi a Betlemme.

## Genealogia episcopale e successione apostolica
La genealogia episcopale è:
- Cardinale Scipione Rebiba
- Cardinale Giulio Antonio Santori
- Cardinale Girolamo Bernerio, O.P.
- Arcivescovo Galeazzo Sanvitale
- Cardinale Ludovico Ludovisi
- Cardinale Luigi Caetani
- Cardinale Ulderico Carpegna
- Cardinale Paluzzo Paluzzi Altieri degli Albertoni
- Papa Benedetto XIII
- Papa Benedetto XIV
- Papa Clemente XIII
- Cardinale Marcantonio Colonna
- Cardinale Giacinto Sigismondo Gerdil, B.
- Cardinale Giulio Maria della Somaglia
- Cardinale Carlo Odescalchi, S.I.
- Cardinale Costantino Patrizi Naro
- Cardinale Lucido Maria Parocchi
- Papa Pio X
- Papa Benedetto XV
- Papa Pio XII
- Cardinale Eugène Tisserant
- Papa Paolo VI
- Cardinale Agostino Casaroli
- Arcivescovo Antonio Mattiazzo

La successione apostolica è:
- Arcivescovo Séraphin François Rouamba (1995)

## Pubblicazioni
- Ravviva il dono di Dio che è in te. Esercizi spirituali sull'iniziazione cristiana, Padova, Edizioni Messaggero Padova, 2012.
- «Quello che abbiamo di più caro... Gesù Cristo». Saggio sul mistero di Cristo negli scritti di Vladimir Solov'ëv, Padova, Edizioni Messaggero Padova, 2016.
- Confezionare l'abito per le nozze eterne, Gregoriana Libreria Editrice, 2020
- La logica e il segreto della natura, Edizioni Messaggero Padova, 2022
- In principio era l'amore, Terra Santa Edizioni, 2023